# Godalni kvartet Feguš
GODALNI KVARTET FEGUŠ, ki ga sestavljajo bratje: Filip - violina, Simon Peter - violina, Andrej - viola in Jernej – violončelo, deluje od leta 1992. Po začetkih na Srednji glasbeni šoli v Mariboru, so študij nadaljevali na Koroškem deželnem konservatoriju v Celovcu. Sedaj pa študirajo komorno glasbo na »Scuola di Musica di Fiesole« (Firence) v razredu Milana Škampe (Smetana Quartet) in Piera Farullija (Quartetto Italiano).
Izpopolnjevali so se na številnih mojstrskih tečajih: »Internationale Sommerakademie Prag-Wien-Budapest« (Reichenau), »Accademia Europea del Quartetto« (Firence), »Amadeus Summer Course« (London), »Accademia musicale Chigiana« (Siena); pri članih svetovno znanih kvartetov: Alban Berg Quartet, Amadeus Quartet, Borodin Quartet, Emerson Quartet, Guarneri Quartet, Juilliard Quartet, LaSalle Quartet, Mosaique Quartet in drugih.
2001 so bili izbrani na »Isaac Stern Chamber Music Workshop« v Carnegie Hall (New York) pod vodstvom legendarnega violinista Isaaca Sterna in članov najboljših ameriških kvartetov. Poleg tega so sodelovali tudi na »Orlando Internationaal Kamermuziekfestival«, Kerkrade na Nizozemskem, na » L'Académie européenne du Festival Pablo Casals« v Pradesu, Francija, festivalu Strings Only! v Zadru.
Koncertirali so po Sloveniji, v številnih Evropskih državah in tudi v ZDA (Washington, New York).
Snemali so za Radio Slovenija, Radio Maribor, ARD, ORF, France Musique.
Krstno so izvedli tudi dela slovenskih skladateljev: P. Ramovša, A. Lajovica, M. Feguša, J. Goloba, D. Močnika, A. Weingerla, Č. S. Voglarja.
V sezoni 2005/06 je Kvartet Feguš v sodelovanju z SNG Maribor izvedel ciklus šestih koncertov posvečenih 250-letnici rojstva W.A.Mozarta.